# Don't ask, don't tell
"Don't ask, don't tell" ("No preguntis, no diguis", DADT) va ser la política oficial dels Estats Units sobre el servei militar dels homosexuals i bisexuals, instituïda per l'administració Clinton el 28 de febrer de 1994, quan va entrar en vigor la directiva 1304.26 del Departament de Defensa emesa el 21 desembre 1993, i que va durar fins al 20 de setembre de 2011. La política prohibia discriminar o assetjar militars o aspirants homosexuals i bisexuals armaritzats, excepte a obertament homosexuals i bisexuals. Aquesta relaxació de les restriccions legals sobre el servei d'homosexuals en les forces armades va ser ordenat per la llei federal dels Estats Units Pub.L. 103–160 (10 U.S.C. § 654), que es va signar el 30 de novembre de 1993. La política prohibeix a les persones que "demostren una propensió o la intenció de participar en actes homosexuals" de servir en les forces armades dels Estats Units, a causa que la seva presència "crearia un risc inacceptable per als alts estàndards de la moral, l'ordre i la disciplina i la cohesió de les unitats que constitueixen l'essència de la capacitat militar".
La llei prohibia a qualsevol homosexual o bisexual revelar la seva orientació sexual o de parlar sobre qualsevol relació homosexual, inclosos els matrimonis o altres atributs familiars, durant el seu servei en les forces armades dels Estats Units. També especificava que els membres del servei que revelessin que eren homosexuals o s'involucressin en conductes homosexuals havien de ser separats (descarregats), excepte quan la conducta d'un membre del servei era "per tal d'evitar o acabar el servei militar" o quan "no fos en el millor interès de les forces armades ". Amb la fi de la política DADT el 2011, les persones obertament homosexuals i bisexuals han estat capaces de servir-hi.
La part de "no preguntis" de la política DADT especifica que els superiors no han d'iniciar una investigació sobre l'orientació d'un membre del servei sense presenciar comportaments no permesos, encara que l'evidència creïble de la conducta homosexual pogués utilitzar-se per iniciar una investigació. Les investigacions no autoritzades i l'assetjament als presumptes homes i dones homosexuals van portar a expandir la política a "no preguntis, no diguis, no persegueixis, no molestis".
La legislació per derogar la DADT va ser promulgada el desembre de 2010, especificant que la política es mantindria fins que el president, el secretari de Defensa i el president de la Junta de Caps de l'Estat Major dels Estats Units certifiquessin que la derogació no perjudicava la preparació militar, seguit d'un període d'espera de seixanta dies. El 6 de juliol de 2011 la resolució d'una cort federal d'apel·lacions va bloquejar encara més que es complís la prohibició als militars obertament homosexuals. El president Barack Obama, el secretari de Defensa Leon Panetta i president de la Junta de Caps de l'Estat Major, l'almirall Michael Mullen van enviar la certificació al Congrés el 22 de juliol de 2011, que va establir el final de la política DADT el 20 de setembre de 2011.